# Урочище Гора дубина
Уро́чище «Гора Дубина» — ботанічний заказник місцевого значення в Україні. Розташований на території Суворівської сільської ради, на захід від села Тиманівка. 
Площа 4,2 га. Оголошений відповідно до Рішення 13 сесії Вінницької обласної ради 22 скликання від 26.12.1997 року. 
Територія заказника характеризується хвилястим рельєфом з вираженою мережею балок. Ґрунти тут опідзолені, ясно сірі та темно-сірі. 
Тут зростають тонконіг лісовий, зірочник ланцетолистий, копитняк європейський, глуха кропива, горошок весняний. На схилах балок рослинність представлена луками, в рослинному покриві яких переважають тимофіївка, питчак, стоколос, ковила.
Основними лісотвірними породами на цій ділянці є дуб звичайний, липа серцелиста, клен польовий і гостролистий. Підлісок складається з бруслини, клена татарського, ліщини, горобини, кизилу, шипшини, терену.